# Ale (piwo)

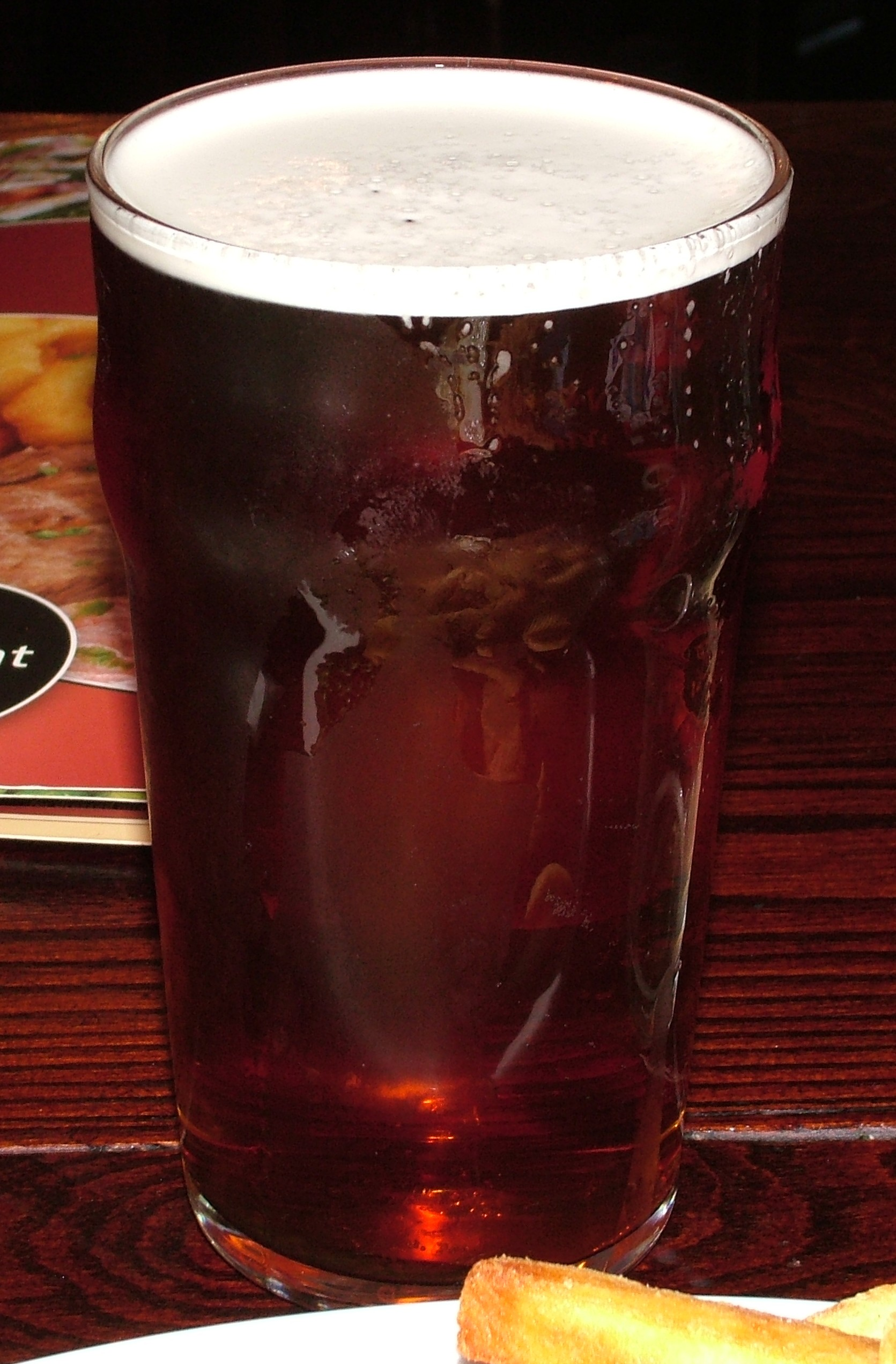
Angielskie piwo ale serwowane w typowej szklance typu „nonic”

Ale (angielska wym. /eɪl/) – piwo górnej fermentacji przygotowywane z udziałem drożdży Saccharomyces cerevisiae. Zastosowanie tego typu drożdży oraz wyższych temperatur fermentacji (najczęściej w przedziale 18–25°C) sprawia, że piwa tego typu charakteryzują się znacznie bardziej złożonym smakiem i aromatem niż lagery. Historycznie piwa górnej fermentacji były produkowane przede wszystkim w Wielkiej Brytanii, Irlandii, Belgii, Niemczech, w wybranych rejonach Stanów Zjednoczonych oraz Kanady, a także w Polsce. Obecnie piwa typu ale, często wzorowane na „stylach narodowych”, są produkowane przez browary w różnych częściach świata.

## Angielskie ale
Angielski gatunek ciemnobrązowego lub jasnobrązowego piwa uzyskiwanego z mieszanki słodu zwykłego i skarmelizowanego o smaku od bardzo gorzkiego do słodkawego. Wytwarzane jest ono za pomocą drożdży górnej fermentacji. Zaliczane jest do piw jasnych i mocnych (zawiera 3–6% alkoholu).
W średniowieczu produkowane było niemal w każdym domostwie na Wyspach Brytyjskich. Jego wytwarzaniem zajmowały się głównie kobiety. Zdarzało się też, że pełniły urząd wiejskiego kipera, oceniającego jakość piwa przeznaczonego na sprzedaż.
Produkowane jest w kilku odmianach:
- Bitter – piwo gorzkie, o bursztynowej barwie
- Mild – piwo łagodne, o małej zawartości chmielu
- India pale ale – piwo mocno gorzkie. Najstarsza wzmianka dotycząca piwa pale ale pochodzi z książki „An Universal Etymological English Dictionary” z 1675 r.[2] Piwo to produkowano nie tylko na rynek wewnętrzny, ale transportowano również do brytyjskiej kolonii w Indiach. Przed wybudowaniem kanału Sueskiego podróż trwała ok. 3 miesiące, kanał skrócił ją o ok. miesiąc. Aby piwo nie zepsuło się przez taki okres, musiało mieć trochę więcej ekstraktu, alkoholu i chmielu. Taką odmianę piwa pale ale zaczęto z czasem nazywać India pale ale. Przez długi czas rodzaj ten nie był jednak zbyt popularny. W Wielkiej Brytanii królowało raczej łagodniejsze piwo, a w kontynentalnej Europie różne odmiany lagera. Prawdziwy rozwój IPA nastąpił dopiero w latach 70/80 XX w. w USA. Rozwój chmielarstwa oraz piwowarstwa domowego i rzemieślniczego w tym kraju spowodował, że IPA stał się symbolem piwa z małych, niezależnych browarów i stanowił przeciwwagę do złocistego lagera, z którym utożsamiane są klasyczne piwa z wielkich, popularnych browarów. IPA ze szczodrym dodatkiem amerykańskich chmieli – często o aromacie cytrusowym, owoców tropikalnych, żywicznym – oznaczany jest mianem American India pale ale. W Polsce pierwszym piwem w stylu AIPA był Atak Chmielu z browaru Pinta, który miał premierę w maju 2011 r.
- Old – piwo mocne, jednak niekoniecznie stare
- Stock – mocniejsze i bardziej trwałe piwo od pozostałych odmian

W angielskich barach ale bywa podawane jako Half and half, średnio gorzki napój tworzony poprzez połączenie równych porcji odmian bitter oraz mild.

## Irlandzkie ale
- Stout – wywodząca się z Irlandii rodzina stylów piwnych charakteryzujących się ciemną barwą i charakterystycznym czekoladowo-kawowym, palonym posmakiem.
- Irish red ale – łagodne, karmelowe o delikatnej goryczce i charakterystycznej czerwonej barwie

## Belgijskie ale
- Piwa klasztorne
- Witbier
- Flanders red ale

## Niemieckie ale
- Weizen / Weissbier – zawierające min. 50% słodu pszenicznego, najczęściej charakteryzujące się aromatem goździków, bananów i cytrusów
- Dunkelweizen – ciemna „odmiana” weizena
- Weizenbock – mocne pszeniczne
- Berliner Weisse – lekkie, mocno kwaskowe
- Altbier / Kölsch – znane piwa z dolnego renu z miast Düsseldorf i Kolonii

## Polskie ale
- Grodziskie – wytwarzane z wędzonego słodu pszenicznego